# Мораэс, Октавио
Октавио Сержио да Коста Мораэс (порт.-браз. Octávio Sérgio da Costa Moraes; 9 июля 1923, Белен — 19 октября 2009, Рио-де-Жанейро) — бразильский футболист, нападающий. Считается одним из основателей футболея в Бразилии.

## Карьера
Октавио родился в семье известной в Бразилии журналистки и писательницы Энеиды де Мораэс и отца, игравшего за клуб «Пайсанду». В 1931 году они переехали в Рио-де-Жанейро.
Он начал свою карьеру в клубе «Ботафого» в 1942 году в год слияния регатной и футбольной команд. Его дебютной игрой стал матч с «Америкой» (3:3), где забил один из голов своей команды. Октавио выступал за клуб на протяжении 11 лет, сыграв 200 матчей и забив 171 гол. С клубом он выиграл чемпионат штата Рио-де-Жанейро. Затем форвард выступал за «Сантос» и завершил карьеру во «Флуминенсе». В сборной Бразилии Октавио сыграл 4 игры и забил 1 гол; все его выступления пришлись на чемпионат Южной Америки, выигранном бразильцами.
После завершения карьеры он работал архитектором и композитором. Трудился в бразильском университете и национальной школе архитектуры. Был одним из отцов-основателей бразильского футболея. Он был президентом союза игроков Associação de Garantia ao Atleta Profissional (Ассоциация гарантий профессиональных атлетов). Потом он работал футбольным обозревателем Jornal do Brasil. В сентябре 2009 года он был госпитализирован в больницу Мигела Коуту из-за перелома бедренной кости. В той же больнице у него обнаружилась пневмония, от осложнений которой он скончался. Несмотря на трахеостомию и переливание крови. Октавио был похоронен на кладбище Сан-Жуан Батиста.

## Статистика
| Матчи Октавио за сборную Бразилии | Матчи Октавио за сборную Бразилии | Матчи Октавио за сборную Бразилии | Матчи Октавио за сборную Бразилии | Матчи Октавио за сборную Бразилии | Матчи Октавио за сборную Бразилии | Матчи Октавио за сборную Бразилии |
| --------------------------------- | --------------------------------- | --------------------------------- | --------------------------------- | --------------------------------- | --------------------------------- | --------------------------------- |
| №                                 | Дата                              | Место проведения                  | Оппонент                          | Счёт                              | Голы                              | Турнир                            |
| 1                                 | 3 апреля 1949                     | Рио-де-Жанейро                    | Эквадор                           | 9:1                               | 1                                 | Чемпионат Южной Америки           |
| 2                                 | 24 апреля 1949                    | Рио-де-Жанейро                    | Перу                              | 7:1                               | —                                 | Чемпионат Южной Америки           |
| 3                                 | 30 апреля 1949                    | Рио-де-Жанейро                    | Уругвай                           | 5:1                               | —                                 | Чемпионат Южной Америки           |
| 4                                 | 8 мая 1949                        | Рио-де-Жанейро                    | Парагвай                          | 1:2                               | —                                 | Чемпионат Южной Америки           |

## Достижения

### Командные
- * Чемпион штата Рио-де-Жанейро: 1948
- Чемпион Южной Америки: 1949

### Личные
- Лучший бомбардир чемпионата штата Рио-де-Жанейро: 1948 (21 гол)